# Borstel (Jork)
Borstel (niederdeutsch Bossel) ist ein Ortsteil der Gemeinde Jork im Alten Land im Landkreis Stade in Niedersachsen. Zu Borstel gehört das Dorf Lühe.
Am 1. Juli 1972 wurde Borstel in die Gemeinde Jork eingegliedert.

## Geschichte
Borstel wurde am Elbdeich als Deichhufendorf angelegt. Nach dem Dreißigjährigen Krieg kam es unter schwedische Landeshoheit. 1852 wurde die politische Gemeinde gebildet. 1972 wurde diese ein Ortsteil von Jork.

## Sehenswürdigkeiten
Die St.-Nikolai-Kirche, eine Saalkirche aus Backstein, wurde nach der Cäcilienflut 1412 an ihrem heutigen Standort errichtet. In den Jahren 1770–1772 wurde sie umfangreich renoviert. Der Glockenturm stammt aus dem Jahr 1695. Er befindet sich einen Meter vor der Westwand des Kirchengebäudes. Der spätbarocke Kanzelaltar stammt aus dem Jahr 1771.

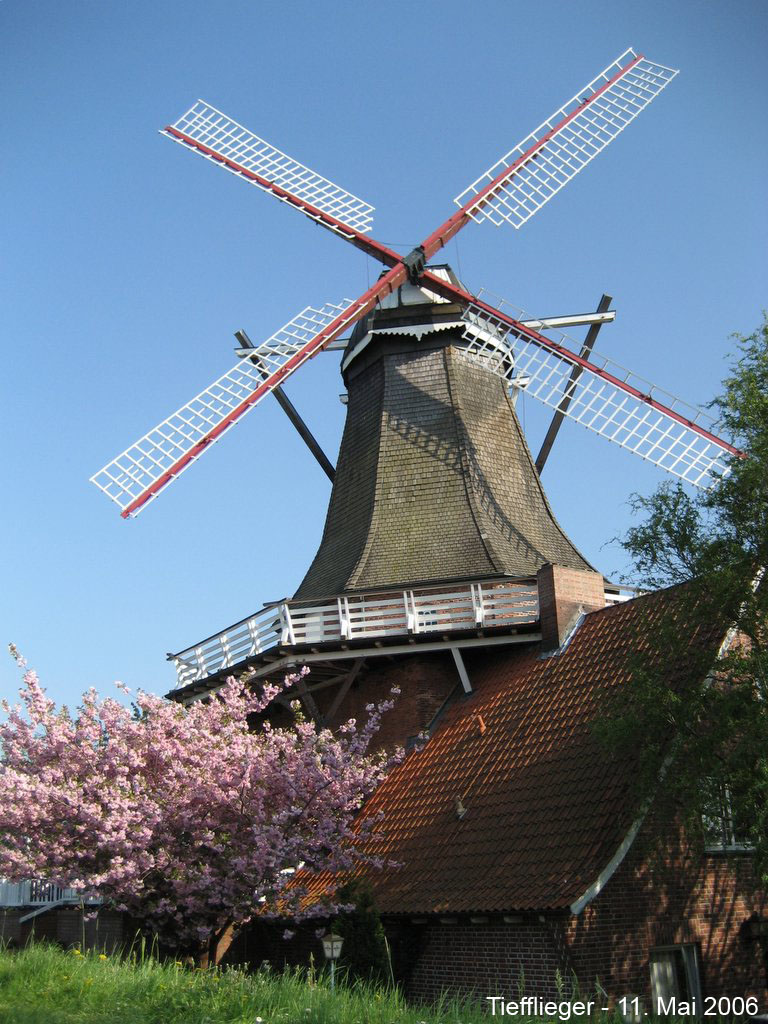
Borsteler Mühle

Die auf einem Stück Schlafdeich gelegene Windmühle „Aurora“ ist ein Touristenziel.
Das 68 Hektar große Naturschutzgebiet Borsteler Binnenelbe und Großes Brack liegt nördlich von Borstel.

## Trivia
Borstel verfügt mit 11 km Länge über eine vergleichsweise lange Ortsdurchfahrt (K39) für einen Ortsteil einer Gemeinde. Die K39 durchquert von West nach Ost die Dörfer Lühe, Wisch, Neuenschleuse, Borstel, Kohlenhusen und Hinterbrack, wobei der gesamte Abschnitt mit der Ortseingangstafel Borstel beschildert ist. 
Dadurch, dass die K39 an beiden Enden in weitere geschlossene Ortschaften übergeht (Grünendeich im Westen, Hamburg im Osten), ergibt sich eine zusammenhängende Ortsdurchfahrt von 26 km von Grünendeich bis zur A7-Anschlussstelle Hamburg-Waltershof.

## Söhne und Töchter des Ortes
- Johann Friedrich Basilius Wehber-Schuldt (1773–1840), Gutsbesitzer und Freimaurer
- Claus Koepcke (1831–1911), Bauingenieur
- Thies Jacob Dageför (1843–1933), Kaufmann und Politiker, Mitglied der Hamburgischen Bürgerschaft
- August Rudolf Welskopf (1902–1979), Widerstandskämpfer gegen den Nationalsozialismus.